# Gemma Grainger
Gemma Grainger (* 17. Juli 1982) ist eine englische Fußballtrainerin und seit Januar 2024 Trainerin der norwegischen Fußballnationalmannschaft der Frauen. 

## Sportlicher Werdegang
Grainger arbeitete als Trainerin des Reserveteams des englischen Erstligisten Leeds United Women, ehe sie 2010 als Nachfolgerin von Rick Passmoor zur Cheftrainerin aufstieg. Nach einer schwachen Hinrunde musste sie jedoch bereits im Januar 2011 wieder gehen, ihr Vorgänger Passmoor war auch der Nachfolger. Im Sommer 2012 übernahm sie das Traineramt beim unterklassig antretenden FC Middlesbrough Women, ehe sie zum englischen Verband The Football Association wechselte. Dort gehörte sie in der Folge bei verschiedenen Nachwuchsmannschaften zum Trainerteam und erwarb 2016 die Pro Lizenz. Bei der Europameisterschaft 2017 gehörte sie auch zu den Assistenten von Mark Sampson für die englische A-Nationalmannschaft und übernahm 2018 den Cheftrainerposten bei der U-17-Auswahlmannschaft. Mit dem englischen Nachwuchs qualifizierte sie sich ungeschlagen für die U-17-Europameisterschaft 2019, punktgleich mit Deutschland und der Niederlande verpasste sie jedoch mit den „Young Lionesses“ aufgrund der schlechteren Tordifferenz das Weiterkommen nach der Gruppenphase.
Anfang 2021 verließ Grainger den englischen Verband und wechselte als Nachfolgerin von Jayne Ludlow zur Football Association of Wales, wo sie einen Vier-Jahres-Kontrakt unterzeichnete und als Nationaltrainerin die Zuständigkeit für die walisische A-Nationalmannschaft übernahm. In der Qualifikation zur Weltmeisterschaft 2023 belegte sie mit der Mannschaft hinter den verlustpunktfreien Französinnen den zweiten Platz knapp vor Slowenien, in den folgenden Play-offs kam jedoch nach einem Erstrundenerfolg über Bosnien-Herzegowina gegen die Schweiz durch eine 1:2-Niederlage nach Verlängerung das Aus.
Im Januar 2024 folgte Grainger einem Angebot des Norges Fotballforbund als Trainerin der norwegischen Nationalmannschaft und trat als walisische Nationaltrainerin zurück. Bei der Fußball-Europameisterschaft der Frauen 2025 in der Schweiz erreichte sie mit den Norwegerinnen das Viertelfinale, wo sie gegen Italien mit 1:2 ausschied.